# Smědčice
Smědčice – gmina w Czechach, w powiecie Rokycany, w kraju pilzneńskim.
1 stycznia 2017 gminę zamieszkiwało 275 osób, a ich średni wiek wynosił 37,6 roku.